# محمد ناصر زكريا
محمد ناصر زكريا (بالملايوية: Mohd Nasir Zakaria)‏ هو سياسي ماليزي، ولد في 9 فبراير 1976 في قدح في ماليزيا. حزبياً، نشط في الحزب الإسلامي الماليزي. وقد انتخب عضو ديوان الرعية ‏.